# Frilenser
Frilenser (енгл. freelancer) je osoba koja obavlja posao po ugovoru za određenu kompaniju, ali nije zaposlena u toj kompaniji.

## Profil
Frilenseri uglavnom nemaju radno vreme, ali mogu imati rokove za realizaciju projekta, uglavnom rade od kuće i biraju projekte. 
Među frilenserima najviše je programera, dizajnera, online nastavnika, kreativaca i drugih IT stručnjaka, a najčešći poslodavci su strane kompanije.
U frilensere spadaju i pomorci, radnici na brodovima, oficiri i pomoćno belo osoblje koji se najčešće angažuju preko ugovora o radu, plaćeni su po radnom satu i primaju bruto platu bez ikakvih odbitaka. 

## Platforme
Postoji veliki broj veb stranica na kojima frilenseri nude svoje usluge, od kojih mnoge imaju milione registrovanih korisnika. Neke od njih su Youtube, Shutterstock, Fiverr, iTutorGroup, DaDa, Envato Market, Storyblocks, i druge.

## Uticaj na ekonomiju
Prema nekim izvorima srpski frilenseri zarađuju i do šest puta više od ostalih radnika u zemlji. Srbija je po zaradama frilensera na 12. mestu na svetu, a 5. u Evropi, sa prosekom radnog sata od 19.5 USD, što je 6 puta više od prosečnog radnog sata u Srbiji. Srbi su po broju radnih sati na 3. mestu na svetu sa 37.9 časova nedeljno.
U periodu od 2007. do 2012. godine, najveći deo zarade ostvarili su frilenseri koji dolaze iz IT i kreativne industrije. Ilustracije radi, samo u oblasti informacionih tehnologija Srbija je zaradila tri miliona dolara, dok je u kreativnoj industriji zarada premašila 2,2 miliona dolara.
Zbog svetske ekonomske krize, frilens rad je u ekspanziji jer znatno smanjuje troškove kompanija. U svetu, samo u 2012. godini, broj ovakvih radnika se uvećao za 60 odsto u odnosu na prethodnu godinu.